# 棘皮粗尾鱈
棘皮粗尾鱈（学名：Trachonurus sentipellis），又名粗尾鱈、鱈魚，为輻鰭魚綱鱈形目鼠尾鱈科粗尾鱈屬下的一个种，為深海底棲性魚類，分布於中東太平洋夏威夷群島海域，深度500-1470公尺，體長可達31.1公分，棲息在底層水域，生活習性不明。

## 扩展阅读
- 維基物種上的相關：棘皮粗尾鱈